# Dichorragia mannus
Dichorragia mannus är en fjärilsart som beskrevs av Hans Fruhstorfer 1897. Dichorragia mannus ingår i släktet Dichorragia och familjen praktfjärilar. Inga underarter finns listade i Catalogue of Life.